# Cathédrale de Manglissi
La cathédrale de Manglissi ou sion de Manglissi (en géorgien : მანგლისის სიონი) est une église orthodoxe géorgienne du VIe – VIIe siècle de Basse Kartlie.

## Description
L'église du VIe – VIIe siècle succède à une église antérieure remontant au IVe siècle. Elle a été remaniée en 1002 et restaurée en 1850 sous administration russe. Lors de cette dernière restauration les fresques murales d'origine ont été détruites, seule une partie des fresques de la coupole a été conservée.